# Wii Mini
Wii Mini（产品上写作Wii mini）是任天堂推出的电视游戏机，是Wii经过重新设计的机型。对比Wii功能有所减少，但售价大幅降低。产品于2012年12月7日在加拿大发售，价格为99.99加拿大元，是最便宜的Wii机型。欧洲地区在2013年3月15日发售，而英国地区会在3月22日发售。

## 特点
Wii mini的外壳是黑色的哑光塑料，四周以同一材质的红色塑料包围，所有接口都在后方，左右及前方则没有任何接缝。它的光驱门是掀开式的，跟PlayStation一样，而不是Wii的吸入式光驱，上方刻有Wii与任天堂的标志。电源和光驱开关键同样也在上方。机身重量也大幅降低。附赠一副跟主机搭配的大红色手柄。
同时游戏机本体并未附带任何游戏，玩家必须另外购买。任天堂为此推出了2款新的“任天堂之选”系列游戏（英語：Nintendo Selects，原“Player's Choice系列”；任天堂第一方游戏的廉价版）：《Wii Sports Resort》和《马里奥聚会8》。
跟Wii不同，Wii mini也去除了GameCube游戏的支持，但不包括一些由任天堂官方以Wii光盘重新发行的游戏。同时也没有在线游戏的功能，因为Wii mini也没有内置Wi-Fi模块。因此也没有需要互联网才能运行的应用和下载到内置储存的游戏，如互联网频道和Virtual Console等。
主机目前只支持RCA复合视频输出，并未支持色差分量（YPbPr）视频输出。

## 与Wii的功能对比
| Wii mini                               | Wii                |
| -------------------------------------- | ------------------ |
| 不支持GameCube光盘，手柄和记忆卡       | 支持               |
| 只有一个USB接口，且无法使用USB以太网卡 | 支持               |
| 无Wi-Fi模块                            | 有                 |
| 无SD卡插槽                             | 有，支持SDHC标准。 |

## 附件
- 110V电源（北美规格）
- 一个大红色Wii Remote手柄，内置Motion Plus和硅胶保护套
- 一个大红色Nunchuk（双截棍）左手手柄
- 红外感应棒
- 碱性AA干电池一对[7]